# (1138) Attique
(1138) Attique (désignation internationale (1138) Attica) est un astéroïde de la ceinture principale, découvert le 22 novembre 1929 par l'astronome allemand Karl Wilhelm Reinmuth depuis l'observatoire du Königstuhl.
Sa désignation provisoire était 1929 WF.
Son nom est une référence à l'Attique, région qui entoure Athènes.